# Kåre Rønnes
Kåre Rønnes (Trondheim, 13 gennaio 1938) è un allenatore di calcio ed ex calciatore norvegese, di ruolo centrocampista.

## Carriera

### Giocatore

#### Club
Rønnes giocò l'intera carriera con la maglia del Rosenborg. Passò in squadra 19 stagioni consecutive, record detenuto assieme a Ola By Rise (Roar Strand vi giocò per 21 stagioni, ma non consecutivamente). Ricoprì tutte le posizioni disponibili in campo, in questi anni, inclusa quella del portiere: prevalentemente, però, veniva schierato da centrocampista o difensore.
Ventiduenne, diventò capitano del Rosenborg e visse il primo periodo di massimo splendore del club. Non si conosce l'esatto numero di match disputati da Rønnes con questa maglia, ma si stima che la cifra si aggiri attorno ai 700 incontri. Vinse tre campionati e altrettante coppe nazionali.

### Allenatore
Rønnes diventò allenatore del Rosenborg immediatamente dopo il suo ritiro. Nel campionato 1975, condusse la squadra al quarto posto finale in classifica. Ricoprì poi lo stesso incarico nello Strindheim.

## Palmarès

### Giocatore

#### Club

##### Competizioni nazionali
- Campionato norvegese: 3

Rosenborg: 1967, 1969, 1971
- Coppa di Norvegia: 3

Rosenborg: 1960, 1964, 1971